# Shotcut
Shotcut es un software de edición de vídeo multiplataforma gratuita y de código abierto para FreeBSD, Linux, macOS y Windows . Comenzado en 2011 por Dan Dennedy, Shotcut se desarrolló en el marco multimedia Media Lovin' Toolkit (MTL), en desarrollo desde 2004 por el mismo autor.

## Características
Shotcut es compatible con los formatos de video, audio e imagen a través de FFmpeg. Utiliza una línea de tiempo para la edición de video no lineal de varias pistas que puede estar compuesta de varios formatos de archivo. La depuración y el control del transporte son asistidos por el procesamiento basado en GPU de OpenGL y hay una serie de filtros de audio y video disponibles.

### Formato
- Soporte para los últimos formatos de audio y video gracias a FFmpeg
- Admite formatos de imagen populares como BMP, GIF, JPEG, PNG, SVG, TGA, TIFF, así como secuencias de imágenes
- Línea de tiempo multiformato: mezcle y combine resoluciones y velocidades de cuadro dentro de un proyecto
- Captura de Webcam y audio
- Soporte para resoluciones 4K
- Reproducción de flujo de red (HTTP, HLS, RTMP, RTSP, MMS, UDP)
- Complementos del generador de video Frei0r (por ejemplo, barras de color y plasma)
- Exportación EDL (Lista de decisiones de edición CMX3600)
- Exportar un solo cuadro como imagen o vídeo como secuencia de imagen

### Audio
- Ámbitos de audio: sonoridad, medidor de pico, forma de onda, analizador de espectro
- Control del volumen
- Filtros de audio y mezclando
- Mezcla de audio en todas las pistas
- JACK transport sync
- Generador de tonos
- Estéreo, mono y 5.1 surround

### Efectos de vídeo
- Composición de video a través de pistas de video
- HTML5 (sin audio y video) como fuente de video y filtros
- Herramienta cuentagotas para escoger el color neutro para el balanceo de blancos
- Transiciones
- Modos de composición / mezcla de pistas
- Efecto de velocidad y retroceso para clips de audio / video
- Fotogramas clave
- Plantillas de título para el filtro HTML de superposición

### Edición
- Línea de tiempo multipista con miniaturas y formas de onda
- Ocultar, silenciar y bloquear controles de pista
- Guardar y cargar clip recortado como archivo XML MLT

### Plataforma
- Soporte multiplataforma: disponible en Windows, Linux y macOS
- Idiomas: alemán, catalán, checo, chino, danés, eslovaco, esloveno, español, estonio, finés, francés, gaélico, griego, holandés, húngaro, inglés, italiano, japonés, nepalí, noruego bokmål, noruego nynorsk, occitano, polaco, portugués, ruso, taiwanes, turco, ucraniano.

### Hardware
- Blackmagic Design SDI y HDMI para monitoreo de entrada y vista previa
- Captura de webcam
- Captura de audio a la tarjeta de audio del sistema.
- Captura de dispositivos SDI, HDMI, webcam (V4L2), audio JACK, PulseAudio, transmisión IP y Windows DirectShow
- Procesamiento de imágenes paralelas de varios núcleos (cuando no se utiliza GPU y se desactiva la eliminación de cuadros)
- Salida keyer DeckLink SDI
- Procesamiento de imágenes basado en GPU OpenGL con punto flotante de 16 bits por componente de color
- Codificación de hardware AMD, Intel y NVIDIA

## Historia
Shotcut fue creado originalmente en noviembre de 2004 por Charlie Yates, cofundador de MLT y desarrollador original. La versión actual de Shotcut es una reescritura completa de Dan Dennedy, otro cofundador de MLT y su versión actual. Dennedy quería crear un nuevo editor basado en MLT y optó por reutilizar el nombre de Shotcut, ya que le gustó mucho. Quería hacer algo para ejercer las nuevas capacidades multiplataforma de MLT, especialmente en conjunción con los complementos WebVfx y Movit. 